# The Shards
The Shards ist ein Roman von Bret Easton Ellis aus dem Jahr 2023. Die deutsche Fassung erschien bei Kiepenheuer & Witsch und wurde von Stephan Kleiner aus dem Englischen übersetzt. Der Roman handelt von den Erinnerungen des homodiegetischen Erzählers Bret Easton Ellis an seine Jugend, die er in der Oberschicht von Los Angeles der 1980er verbrachte und in seinem Abschlussjahr von der Angst vor dem Trawler, einem Serienmörder, geprägt gewesen sei.

## Zusammenfassung

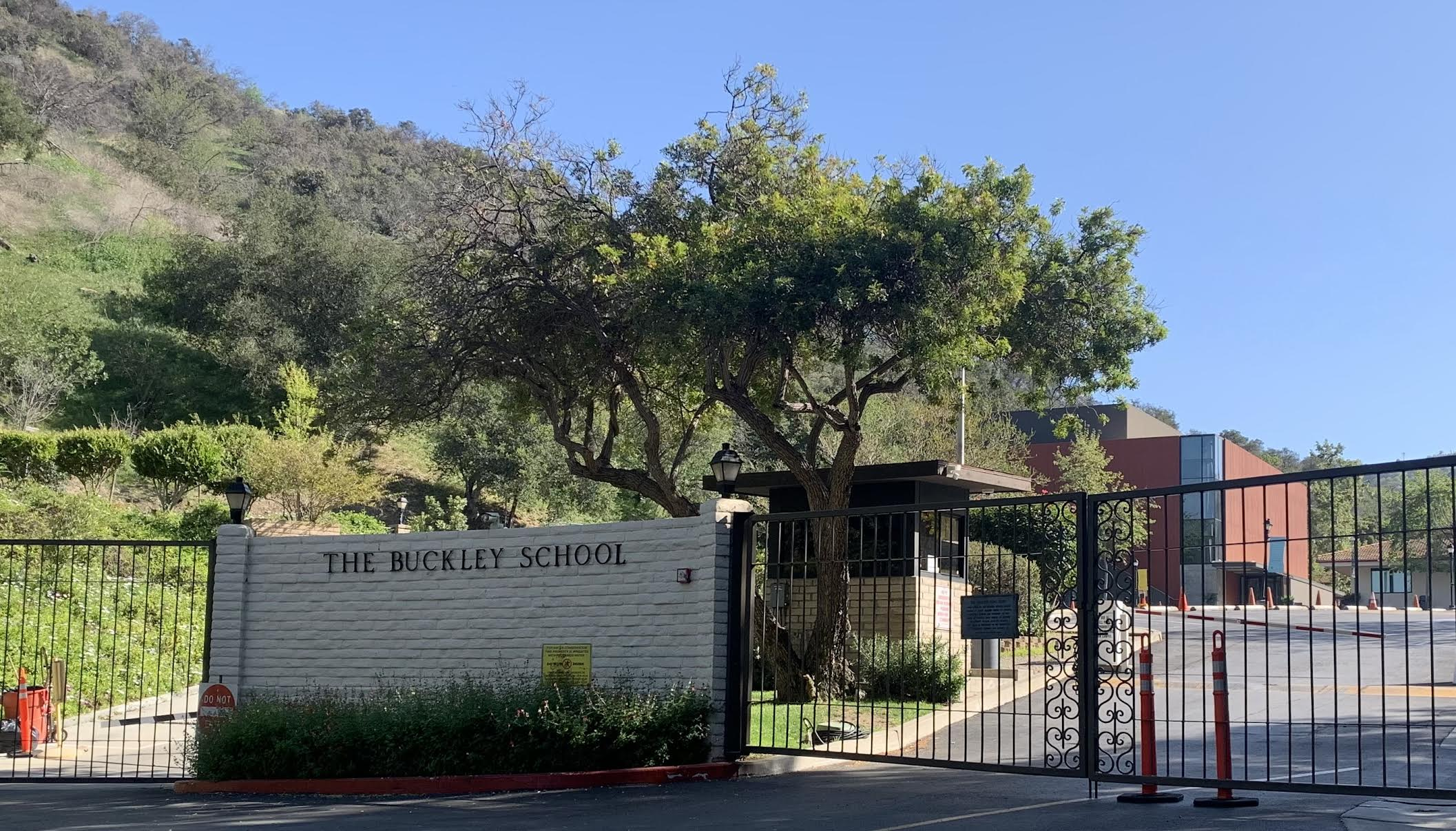
Tor der Buckley School, der Schule der Romanfiguren, in Sherman Oaks im Jahr 2021

Am Anfang des Romans berichtet der Erzähler von der Unruhe, die ihm seine Erinnerungen an sein letztes Schuljahr an der Privatschule Buckley School in Los Angeles bereiten. Er habe in der Vergangenheit mehrmals versucht, seine Erlebnisse in Worte zu fassen, sei aber bis zu diesem Buch immer gescheitert.
Zu Beginn des letzten Schuljahres fühlt sich der 17-jährige Bret bereits abgestumpft: Er und seine Freunde empfinden wenig füreinander und versuchen lediglich, den Schein zu wahren. Bret täuscht  eine Liebesbeziehung mit Debbie vor, um seine Homosexualität zu verstecken, hat aber später sogar eine kurze Affäre mit Debbies homosexuellem Vater, einem Filmproduzenten. Die finanziell privilegierten Freunde verbringen ihre Nachmittage und Abende mit viel Alkohol und Drogen, Fahrten in teuren Autos und gelegentlichen Kinobesuchen. 
Mit Robert Mallory tritt ein Neuling in Brets Schule in Erscheinung, der schnell in Brets Freundeskreis Aufnahme findet. Bret fühlt sich von Robert sowohl angezogen als auch abgestoßen, weil er einerseits attraktiv ist und andererseits ein Lügner zu sein scheint. So findet Bret heraus, dass Robert kurz zuvor noch wegen einer Drogensucht in einer Psychiatrie untergebracht war, wo er doch eigentlich etwas anderes erzählt hatte. 
Zur gleichen Zeit wird Los Angeles von einem brutalen Serienmörder, dem Trawler, heimgesucht, der in Häuser einbricht, Menschen angreift und mehrere Mädchen auf bestialische Weise tötet. Im Laufe des beginnenden Schuljahrs hat Bret das zunächst eher ungenaue Gefühl, der Neuling Robert könne etwas mit dem Trawler zu tun haben. Bret plagen zunehmend Angstzustände vor dem Trawler, die er mit Drogen zu betäuben versucht, ihn aber nicht daran hindern, Robert zu verfolgen. Schließlich zerbricht der Freundeskreis, als sich Brets Freunde Thom und Susan trennen: sie galten zuvor als das populäre Traumpaar der Schule, doch nun ist Susan in Robert verliebt.
Im Laufe der Geschichte dringt der Trawler zunehmend in Brets soziales Umfeld ein. Brets Mitschüler Matt, mit dem er mehrere Male Sex hatte, fühlt sich zunächst bedroht und wird schließlich entstellt in dem Pool aufgefunden. Während die Polizei von einem tödlichen Unfall ausgeht, wird Bret zunehmend bewusst, dass Matt vom Trawler ermordet worden ist; etwas später erhält Bret eine Audioaufnahme vom Mord zugeschickt. Nun fühlt sich auch Bret vom Trawler verfolgt und vermutet, dass dieser mehrmals in das Haus seiner Eltern, in dem er in deren Abwesenheit wohnt, eingebrochen ist. Bret vermutet mit zunehmender Vehemenz, dass es sich bei Robert um den Trawler handelt, und tatsächlich findet er einige Indizien für eine Verbindung Roberts zu den Morden. Brets Vermutungen und seine sichtbare Abneigung gegenüber Robert sorgen für Irritationen bei seinen Freunden.
Die Situation eskaliert, als Debbies Pferd getötet wird und sie selbst wenig später von einem Unbekannten angegriffen wird, sie aber entkommen kann. Schließlich werden auch Thom und Susan brutal von einem maskierten Täter angefallen und schwer verletzt. Obwohl Robert Susan und Thom nach dem Angriff des Trawlers ins Krankenhaus bringt, hält Bret ihn weiterhin für den Trawler. Er sucht Robert in der Hochhauswohnung, in der er lebt, auf. Da Bret die Türklinke der Wohnungstür entfernt hat, kann Robert vor Bret nicht fliehen. Robert bestreitet, der Trawler zu sein: im Gegenteil, er selbst werde seit Monaten vom Trawler und dessen Anhängern verfolgt, und nun vermute er, dass auch Bret zu den Anhängern des Trawler gehöre. Die beiden bekämpfen sich mit Messern und schließlich fällt Robert von einem Balkon, an dessen Geländer er sich festgehalten hat; möglicherweise hat Bret ihm auf die Hände geschlagen. Roberts Tod wird von der Polizei als Suizid angesehen, weil Bret die Wahrheit vertuscht.
Bret verbreitet nach Roberts Tod das Gerücht, Robert sei der Trawler gewesen, und auch für die Polizei sieht es zunächst danach aus. Bret genießt zunächst eine Welle der Popularität an der Schule, die sich aber schnell in das Gegenteil verkehrt, als nach Roberts Tod auf einmal ein weiterer Trawler-Mord passiert und Bret als Lügner dasteht. In einem anonymen Schreiben betont der Trawler, Robert habe nicht hinter den Morden gesteckt, sondern die Morde seien als eine Art Opfergabe für Robert begangen worden, den der Trawler als „Gott“ bezeichnet. Ebenfalls leugnet der Trawler jegliche Beteiligung an dem Angriff auf Thom und Susan und erklärt, dass nun keine weiteren Morde mehr begangen werden. Tatsächlich reißt die Mordserie ab. 
Susan entdeckt eine Bisswunde an Brets Arm, und zwar genau an der Stelle, an der sie ihren Angreifer gebissen hat. Daher glaubt sie, dass es Bret war, der sie und Thom angegriffen hat. Möglicherweise hat Bret die Identität des Trawlers für den Angriff angenommen. Zwei Jahrzehnte später besucht Thom eine Buchsignierung von Bret, der inzwischen ein berühmter Autor ist, und fragt ihn, ob er es war, der Susan und sich selbst in jener Nacht angegriffen hat. Bret verneint dies und vermutet, dass es der Trawler war, der einen erfolglosen Mordversuch unternommen hat. Das Ende des Romans ist zweideutig und lässt die Identität des Trawlers, des Angreifers von Susan und Thom und auch die Glaubwürdigkeit des Erzählers unklar erscheinen.

## Entstehungsgeschichte

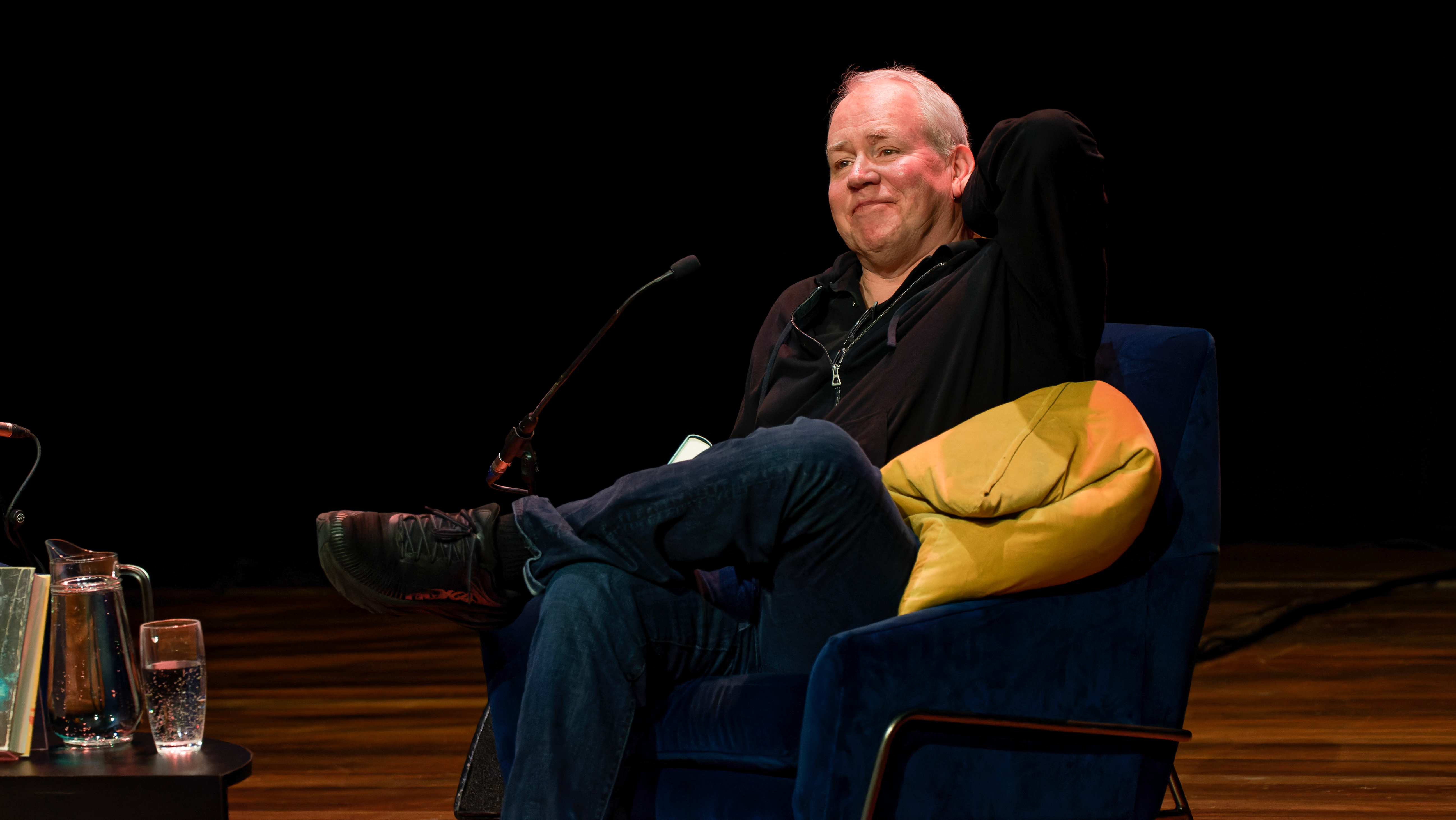
Bret Easton Ellis im Februar 2023 in London anlässlich einer Veranstaltung zur Romanveröffentlichung

The Shards bedeutete die erste Romanveröffentlichung von Ellis seit 13 Jahren. Ellis beschrieb, dass er in der Zwischenzeit eine Art Midlife-Crisis gehabt habe, und an vielen Drehbüchern gearbeitet habe, von denen aber letztlich nur wenige umgesetzt wurden. Er sei zeitweise davon ausgegangen, nie wieder einen Roman zu schreiben. Als er auf einmal mit Beginn der COVID-19-Pandemie und der Lockdowns viel Zeit gehabt habe, sei er im Internet auf die Suche nach alten Klassenkameraden gegangen, und was aus ihnen geworden sei. Schließlich sei er dadurch auf die Idee gekommen, eine Romanidee über verschwindende Jugendliche, die er etwa 40 Jahre zuvor verworfen habe, wieder aufzunehmen.
The Shards wird als semiautobiografisch beschrieben, da viele Eigenschaften der Figur Bret auch mit denen von Autor Bret Easton Ellis übereinstimmen. So besuchte dieser ebenfalls die Buckley School und verheimlichte zu dieser Zeit noch seine Homosexualität. Auf der anderen Seite ist der Trawler eine fiktive Figur, wenngleich es in dieser Zeit tatsächlich einige Serienmörder in Kalifornien gab, die Ellis zur Inspiration dienten. Auch in Details vermischt Ellis Realität und Fiktion. Die Hochhauswohnung etwa, in der Robert und Bret gegen Buchende ihren Kampf austragen, modellierte Ellis nach der Wohnung seines Vaters, der in jenem beschriebenen Gebäude lebte.
Ellis veröffentlichte The Shards zunächst als Audiobook für die Abonnenten seines Podcasts bei Patreon, hierbei wurde das Werk stückweise zwischen September 2020 und September 2021 öffentlich gemacht. Danach geschahen aber noch Überarbeitungen am Manuskript. Schließlich erschien The Shards in Buchform am 17. Januar 2023 beim Verlag Alfred A. Knopf, in Deutschland am selben Tag bei Kiepenheuer & Witsch.

## Rezensionen
Christoph Schröder schreibt beim SWR Kultur, Ellis laufe in diesem Roman „zu Höchstform auf“, obwohl der Roman auch seine Längen habe. „Die Erzählung von der Geburtsstunde eines Schriftstellers“ sei spannend und setze Psychopathie und Dekadenz gekonnt in Verbindung.
Danny Marques schreibt beim NDR, der Roman sei abwechslungsreich. Ellis schwanke zwischen ausführlichen Beschreibungen von Brets Lebensstil, Verfolgungsjagden, Sex und Gewalt.
Tobias Rüther kritisiert in der Frankfurter Allgemeinen Zeitung, der Roman sei konventionell, weil Themen wie Drogenkonsum und Gewalt schon häufig thematisiert worden seien. Auch sprachlich sei der Roman manchmal eintönig. Eine genauere Skizzierung der amerikanischen Ideale wäre interessanter gewesen.

## Mögliche Verfilmung
Bret Easton Ellis arbeitet als Drehbuchautor und Executive Producer an einer Verfilmung von The Shards als Serie. Die Serie soll bei HBO entstehen, als Regisseur soll laut einem Bericht vom Mai 2024 der Norweger Kristoffer Borgli fungieren.

## Ausgaben
- Bret Easton Ellis: The Shards. Knopf, 2023. ISBN 978-0-593-53560-8. (Englische Ausgabe)
- Bret Easton Ellis: The Shards. Kiepenheuer&Witsch, 2023. ISBN 978-3-462-00482-3. (Deutsche Übersetzung von Stephan Kleiner)
  - Hörbuch gelesen von Frank Arnold, Argon Verlag.